# Englische Cricket-Nationalmannschaft in Neuseeland in der Saison 1950/51
Die Tour der englischen Cricket-Nationalmannschaft nach Neuseeland in der Saison 1950/51 fand vom 17. bis zum 28. März 1951. Die internationale Cricket-Tour war Bestandteil der Internationalen Cricket-Saison 1950/51 und umfasste zwei Tests. England gewann die Serie 1–0.

## Vorgeschichte
England bestritt zuvor eine Tour in Australien, für Neuseeland war es die erste Tour der Saison.
Das letzte Aufeinandertreffen der beiden Mannschaften bei einer Tour fand in der Saison 1949 in England statt.

## Stadien
Die folgenden Stadien wurden für die Tour als Austragungsort vorgesehen.
| Stadion        | Stadt        | Kapazität | Spiele  |
| -------------- | ------------ | --------- | ------- |
| Lancaster Park | Christchurch | 38.628    | 1. Test |
| Basin Reserve  | Wellington   | 11.000    | 2. Test |

## Kaderlisten
Die Mannschaften benannten die folgenden Kader.
| Test | Test |
| Neuseeland | England |
| --- | --- |
| - Tom Burtt - Fen Cresswell - Walter Hadlee - Roydon Hayes - Tony MacGibbon - Alex Moir - Frank Mooney - Richard Reid - Verdun Scott - Bert Sutcliffe - Merv Wallace | - Rob Bailey - Alec Bedser - David Brown - Denis Compton - Godfrey Evans - Richard Hutton - Gilbert Parkhouse - David Sheppard - Reg Simpson - Brian Statham - Roy Tattersall - Cyril Washbrook - Doug Wright |

## Tour Matches
England bestritt während der Tour zwei Tour Matches.

## Tests

### Erster Test in Christchurch
| 17. – 21. März Scorecard | Christchurch | Neuseeland 417-8d (157.2) & 46-3 (13) | – | England 550 (221.3) |
|                          |              | Remis                                 |   |                     |

### Zweiter Test in Wellington
| 24. – 28. März Scorecard | Wellington | Neuseeland 125 (70) & 189 (72.2) | – | England 227 (97) & 91-4 (45.2) |
|                          |            | England gewinnt mit 6 Wickets    |   |                                |